# Orquesta de la Luz
La Orquesta de la Luz (オルケスタ・デ・ラ・ルス en japonés) es una orquesta japonesa que comenzó tocando música salsa en 1990. Este grupo canta en español, japonés e inglés y está liderado por la cantante Nora Suzuki, quien volvió a cantar salsa después de la separación de la banda a mediados de los años 1990.
La orquesta se hizo famosa en Latinoamérica, particularmente en Cuba, Puerto Rico, Panamá, Costa Rica, Colombia, México, República Dominicana, y Perú, así como en Venezuela y otros países del Caribe.

## Historia
Este grupo nació en 1990 y sus miembros eran todos japoneses e inmigrantes latinoamericanos. La canción «Salsa caliente del Japón» es un gran ejemplo de salsa y se compara con cualquier canción producida por los artistas latinos.
A mediados de los años 1990 la banda probó con otros estilos de música como baladas y jazz, pero no tuvieron el mismo éxito. El grupo se separó en 1997 y Nora, la vocalista del grupo, volvió a cantar salsa como solista.
En 2024, la orquesta participó con Tony Succar y Mimy Succar en nueva versión de la canción «Sukiyaki».

## Integrantes
- Nora Suzuki: cantante.
- Guen Oguimi: percusión.
- Carlos Kanno: percusión.
- Guenichi Egawa: timbales (primeros álbumes).
- Guen Date: congas (tres primeros álbumes).
- Jiroshi Sawada: bajo (cuatro primeros álbumes; sustituido por Hiroyasu Ito).
- Satoru Shoinoya: piano.
- Shiro Sasaki: trompeta.
- Tatsuya Shimogami: trompetas (primer álbum, sustituido por Shigeru Terauchi).
- Yoshihito Fukumoto: trompetas.
- Jideaki Nakaji: trombón.
- Taisei Aoki: trombón.
- Sergio George: productor, arreglista.

## Integrantes actuales
- Nora Suzuki: vocalista líder.
- Yin: vocalista y coros.
- Takaya Saito: piano.
- Kasutoshi Shibuya: bajo.
- Yoshiro Suzuki: bongo.
- Yin Miyamoto: congas.
- Guenta: timbales.
- Isao Sakuma: trompeta.
- Yasushi Gotanda: trompeta.
- Daisuke Maeda: trombón.
- Hitoshi Aikawa: trombón.
- Sergio George: arreglista y productor musical.

## Álbumes
- Salsa Caliente del Japón (1990) RMM
- Sin Fronteras (1992) RMM
- Somos Diferentes (1992) RMM
- Historia de La Luz (1993) BMG Victor
- La Aventura (1993) BMG Victor
- Feliz Christmas (1994) BMG Victor
- Sabor de la Luz (1995) BMG Victor
- Final Concert ¡Adiós Amigos! (1998) Dynaware
- The Best of Orquesta de la Luz (2000) BMG Victor
- ¡Banzayyy! (2004) avex io
- Arcoiris (2005) avex io
- Let's Salsa!!: The Best Salsa Dance Collection (2007) BMG Funhouse
- ¡Caliente! (2008) BookRidge Records
- Ron Viejo (2009) Universal Music Nayutawave Records
- ¡Gracias Salseros! (2019) King Records